# Старый Чизвик
Старый Чизвик (укр. Старий Чизвик) — село, 
Безмятежненский сельский совет,
Шевченковский район,
Харьковская область.
Код КОАТУУ — 6325781506. Население по переписи 2001 года составляет 120 (56/64 м/ж) человек.

## Географическое положение
Село Старый Чизвик находится на левом берегу реки Волосская Балаклейка,
выше по течению на расстоянии в 3 км расположено село Безмятежное,
ниже по течению на расстоянии в 1 км расположено село Новый Чизвик,
на противоположном берегу — село Мирополье.
По селу протекает пересыхающий ручей, выше по течению которого примыкает село Нурово (Балаклейский район).

## История
- 1795 — дата основания.